# 羅長肇

羅長肇，JP，（英語：Lo Cheung Shiu，1869年1月8日—1934年6月30日），字世基，曾任東華三院主席，乃香港四大家族之一羅文錦家族的奠基者，其家族與利希慎、何東、高可寧家族齊名。

## 家庭
羅長肇為第一代香港歐亞混血兒，父親為英格蘭商人羅富華（Thomas Rothwell），母親為中國人曾有。早年母親曾有與何東何福母親施氏、黃金福母親吳氏、冼德芬母親黃氏、麥秀英母親吳氏為好友。故胞姐羅瑞彩(羅絮才)嫁予何福，因此關係與何東結成好友，而兒女與何東家族則有四段姻親關係。妻子為冼德芬的結拜兄弟，清廷駐朝鮮欽差協理施炳光（Andrew Zimmern）之姊施湘卿。

## 事業

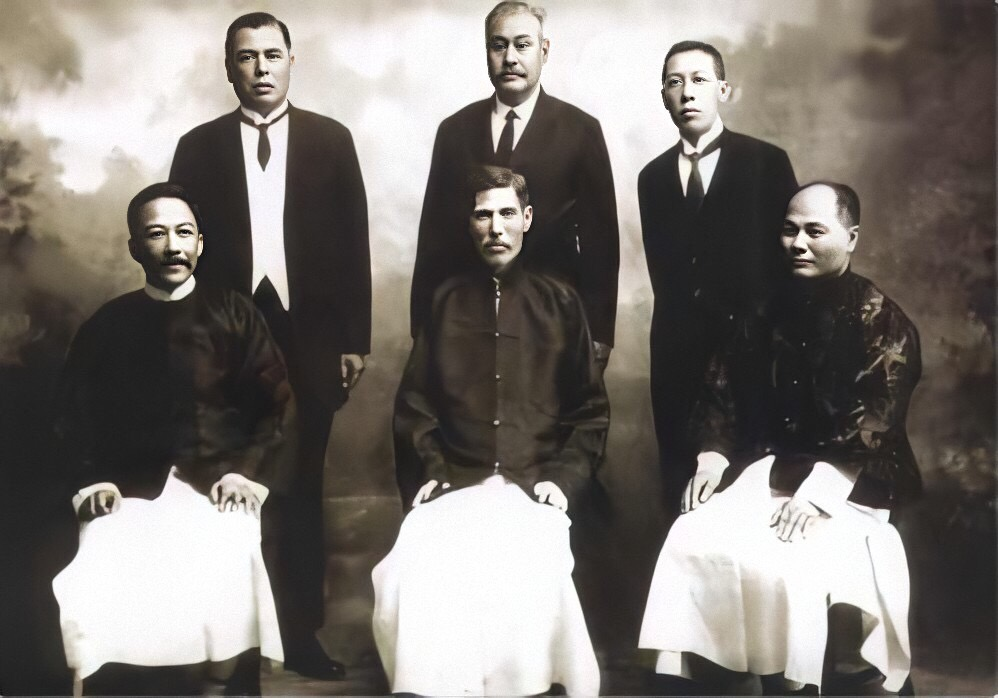
前排左起︰劉鑄伯、何東、何甘棠，後排左起︰何福、陳啟明、羅長肇。

羅長肇是香港開埠初期富商，與何東份屬好友，早年經何東引薦任怡和洋行買辦。
1914年，與劉鑄伯、何東、何福、何甘棠及陳啟明創辦大有銀行。這是繼廣東銀行之後，香港華人集資成立的第二家銀行。
長子羅文錦為第一個獲准執業的本地華裔血統的律師，於1916年羅文錦與三子羅文惠合作，成立羅文錦律師樓。
羅長肇亦熱心公益，於1915年擔任東華三院主席。

## 外部連結
- 羅文錦律師樓簡介